# Vicent Lluís Montés i Penadés
Vicent Lluís Montés i Penadés Ontinyent (València), 1947-2009. Advocat i magistrat de la sala primera del Tribunal Suprem.
El seu prestigi el va portar de la càtedra de Dret Civil de la Universitat de València a la toga de l'alt tribunal. Va ser nomenat per consens. El setembre de 2009 havia de complir-se l'últim tràmit per a nomenar-lo doctor honoris causa de la Universitat de València.

## Biografia
Vicent Lluís Montés va estudiar el batxillerat al col·legi La Concepción d'Ontinyent, es va llicenciar a València, va ser premi extraordinari i va aconseguir ser pensionado, un premi beca, per la Diputació. Se'n va anar a Bolonya i va anar allí on es va doctorar. El seu treball sobre usdefruits va aconseguir el premi a la millor tesi italiana. Era en 1969. Poc després, va tornar a Espanya i va guanyar la càtedra per la Universitat d'Oviedo, en 1974. Va marxar a Múrcia i va tornar a València en 1980. Des d'aqueix departament crea l'Escola valenciana de Dret Civil. El seu llegat, per exemple, 30 doctors, quasi una desena de catedràtics i una vintena de professors titulars.
Va compaginar l'ensenyament amb l'exercici com a advocat, primer amb un despatx particular i després sumant-se a Cuatrecasas advocats quan la signatura es va establir també a València. Tenia la curiositat sempre viva, que la seua ment era un prodigi, que el coneixement era el seu llenguatge favorit, que la seua vitalitat impressionava, quasi tant com la seua generositat intel·lectual i humana. Estava casat amb Amparo Reig i van tenir dos fills: Lluís, advocat; i Natxo, procurador. Era un home poc comú, pel seu tracte i pel seu gest, un socialdemòcrata, educat en els franciscans, militant de la tolerància, defensor del dret valencià, explorador de la història valenciana.
Porten el seu nom els millors estudis jurídics sobre el dret de la propietat privada. Al costat de l'advocat i també mestre José María Banye va signar comentaris sobre diversos articles de l'actual Estatut d'Autonomia de la Comunitat Valenciana. I només amb els íntims va compartir la seua admiració per Góngora i Quevedo, pel romànic català, pels passejos per la muntanya, per l'òpera, per la guitarra i pels vinyers que envoltaven la seua casa a Fontanars dels Alforins, amb el raïm dels quals produïa un bon vi.
Té, entre altres publicacions, La inesperada resurrecció del dret foral valencià, L'encàrrec o Drets de família. En la memòria dels qui li van acompanyar, com el catedràtic, deixeble i amic Francisco Blasco, l'herència de les llargues converses d'un intel·lectual pròxim i discret que va ser, sobretot, un home bo.

## Obres destacades
- Derecho Civil Parte General. Tirant lo Blanch, Valencia 1995
- Propiedad intelectual: Aspectos Civiles y Penales. Consejo del Poder Judicial,Madrid 2008